# Strażnica Straży Granicznej w Chłopiatynie
Strażnica Straży Granicznej w Chłopiatynie – zlikwidowana graniczna jednostka organizacyjna Straży Granicznej realizująca zadania bezpośrednio w ochronie granicy państwowej z Ukrainą.

## Formowanie i zmiany organizacyjne
Strażnica Straży Granicznej w Chłopiatynie (Strażnica SG w Chłopiatynie) została utworzona 28 maja 2004 roku w miejscowości Chłopiatyn, zarządzeniem Komendanta Głównego Straży Granicznej, w strukturach Nadbużańskiego Oddziału Straży Granicznej w Chełmie, w celu uszczelnienia granicy państwowej.
Jako Strażnica Straży Granicznej w Kryłowie funkcjonowała do 23 sierpnia 2005 roku i 24 sierpnia 2005 roku, Ustawą z 22 kwietnia 2005 roku O zmianie ustawy o Straży Granicznej..., została przekształcona na Placówkę Straży Granicznej w Chłopiatynie (PSG w Chłopiatynie) w strukturach Nadbużańskiego Oddziału Straży Granicznej.

## Ochrona granicy
Strażnica SG w Chłopiatynie ochrania wyłącznie lądowy odcinek granicy państwowej z Ukrainą o długości ok. 20 kilometrów w obrębie 2 gmin: Dołhobyczów i Ulhówek. Współpracowała z Policją, poprzez wspomaganie się i uzupełnianie, prowadzenie wspólnych patroli, a także samodzielnie. Wspólne działania w terenie miały zazwyczaj charakter prewencyjny. Ponadto współdziałała z Urzędem Celnym, poprzez kontrolowanie i wyłapywanie towarów bez znaków polskiej akcyzy.

## Strażnice sąsiednie
- Strażnica SG w Dołhobyczowie ⇔ Strażnica SG w Łaszczowie[7] – 28.05.2004[1].